# Comuna de Zakroczym
Zakroczym (polaco: Gmina Zakroczym) é uma gminy (comuna) na Polónia, na voivodia de Mazóvia e no condado de Nowodworski (mazowiecki). A sede do condado é a cidade de Zakroczym.
De acordo com os censos de 2004, a comuna tem 6385 habitantes, com uma densidade 89,4 hab/km².

## Área
Estende-se por uma área de 71,42 km², incluindo:
- área agricola: 72%
- área florestal: 12%

## Demografia
Dados de 30 de Junho 2004:
|                      | Total   | Total | Mulheres | Mulheres | Homens  | Homens |
| -------------------- | ------- | ----- | -------- | -------- | ------- | ------ |
|                      | pessoas | %     | pessoas  | %        | pessoas | %      |
| População            | 6385    | 100   | 3242     | 50,8     | 3143    | 49,2   |
| Densidade (pop./km²) | 89,4    | 100   | 45,4     | 45,4     | 44      | 44     |

De acordo com dados de 2002, o rendimento médio per capita ascendia a 1380,95 zł.

## Subdivisões
- Błogosławie, Czarna, Emolinek, Henrysin, Janowo, Jaworowo-Trębki Stare, Smoły, Strubiny, Swobodnia, Śniadowo, Trębki Nowe, Trębki Stare, Wojszczyce, Wólka Smoszewska, Wygoda Smoszewska, Zaręby.

## Comunas vizinhas
- Czosnów, Czerwińsk nad Wisłą, Leoncin, Nasielsk, Nowy Dwór Mazowiecki, Pomiechówek, Załuski